# Jan Janowicz Wołmiński
Jan Janowicz Wołmiński (Wołmieński) herbu Rawicz (zm. w 1595 roku) – wojewoda smoleński w 1588 roku, starosta upicki w latach 1586-1589, kasztelan połocki w latach 1579-1588, marszałek oszmiański i marszałek hospodarski w latach 1572-1579, podkomorzy upicki w latach 1566-1579, namiestnik trocki w latach 1557-1565, pisarz grodzki upicki w latach 1556-1565, marszałek dworu Mikołaja Radziwiłła Rudego.
Był wyznawcą luteranizmu.
Poseł na sejm 1570 roku z województwa wileńskiego.